# Samuel Zayas
Samuel Zayas (sinh ngày 16 tháng 2 năm 1987) là một cầu thủ bóng đá người Cộng hòa Dominica thi đấu ở vị trí tiền đạo cho Cibao FC và đội tuyển quốc gia Cộng hòa Dominica.

## Sự nghiệp quốc tế
Zayas ra mắt quốc tế vào ngày 30 tháng 8 năm 2014, khi anh đá chính trong thất bại giao hữu trước El Salvador.

### Bàn thắng quốc tế
Tỉ số và kết quả liệt kê bàn thắng của Cộng hòa Dominica trước.
| #  | Ngày               | Địa điểm                                                  | Đối thủ  | Tỉ số | Kết quả | Giải đấu                         |
| -- | ------------------ | --------------------------------------------------------- | -------- | ----- | ------- | -------------------------------- |
| 1. | 7 tháng 9 năm 2014 | Antigua Recreation Ground, St. John's, Antigua và Barbuda | Anguilla | 10–0  | 10–0    | 2014 Caribbean Cup qualification |